# Sông Ea Ndrich
Sông Ea Ndrich (tên khác: Sông Đắk Rích) là một con sông đổ ra sông Srêpốk. Sông có chiều dài 40 km và diện tích lưu vực là 153 km². Sông Ea Ndrich chảy qua các tỉnh Đắk Nông, Đắk Lắk.